# Atlantis – Die Rückkehr
Atlantis – Die Rückkehr (Originaltitel: Atlantis: Milo’s Return), auch Atlantis 2, ist eine Direct-to-DVD-Produktion von Walt Disney aus dem Jahr 2003 und eine Fortsetzung des Films Atlantis – Das Geheimnis der verlorenen Stadt. Regie führten Tad Stones, Victor Cook und Toby Shelton.

## Handlung
Kida und Milo werden wegen mystischer Vorkommnisse an die Erdoberfläche gerufen. Dort erleben sie zusammen mit ihren Freunden drei Abenteuer. Erst müssen sie einen riesigen Kraken in der Nordsee unschädlich machen. Erleichtert stellt Kida fest, dass der Kraken nichts mit Atlantis zu tun hat. Deutlich wurde es im Abenteuer im Süden der USA mit den Präriewölfen aus Sand. Hier ging es noch darum, das Geheimnis von Atlantis zu wahren. Im letzten der drei Abenteuer auf Island gelangt Kida in den Besitz des Speeres von Atlantis. Sie erkennt und nutzt die Möglichkeiten des Speers.
Als der Speer und der Kristall miteinander kombiniert werden, wird Atlantis wieder an die Oberfläche gehoben.

## Synchronisation
| Rolle               | Sprecher original   | Sprecher deutsch   |
| ------------------- | ------------------- | ------------------ |
| Kida                | Cree Summer         | Stephanie Kellner  |
| Milo Thatch         | James Arnold Taylor | Sven Hasper        |
| Anna Ramirez        | Jacqueline Obradors | Alisa Palmer       |
| Vinzenzo Santorini  | Don Novello         | Udo Wachtveitl     |
| Boudelaire          | Corey Burton        | Thomas Albus       |
| Joshua Sweet        | Phil Morris         | Tilo Schmitz       |
| Mrs. Packard        | Florence Stanley    | Monika John        |
| Cookie              | Steven Barr         | Erik Schumann      |
| Inger               | Jean Gilpin         | Irina Wanka        |
| Edgar Volgud        | Clancy Brown        | Franz Rudnick      |
| Carnaby             | Thomas F. Wilson    | Hartmut Neugebauer |
| Chakashi            | Floyd Westerman     | Mel Kutbay         |
| Sam McKeane         | Jeff Bennett        | Gerd Potyka        |
| Erik Hellström      | Morgan Sheppard     | Manfred Erdmann    |
| Preston B. Whitmore | John Mahoney        | Berno von Cramm    |

## Veröffentlichung
Der Film erschien im Mai 2003 auf DVD in den USA. Er wurde in mehrere Sprachen übersetzt, so Französisch, Italienisch und Polnisch. Auf Deutsch erschien die Produktion wie die amerikanische Version im Mai 2003.

## Kritiken
„Ein lieblos animierter Zeichentrickfilm mit vor sich hin dudelnder Musik; nicht mehr als Flickwerk Fernsehserien-Niveau.“